# Portasigarette

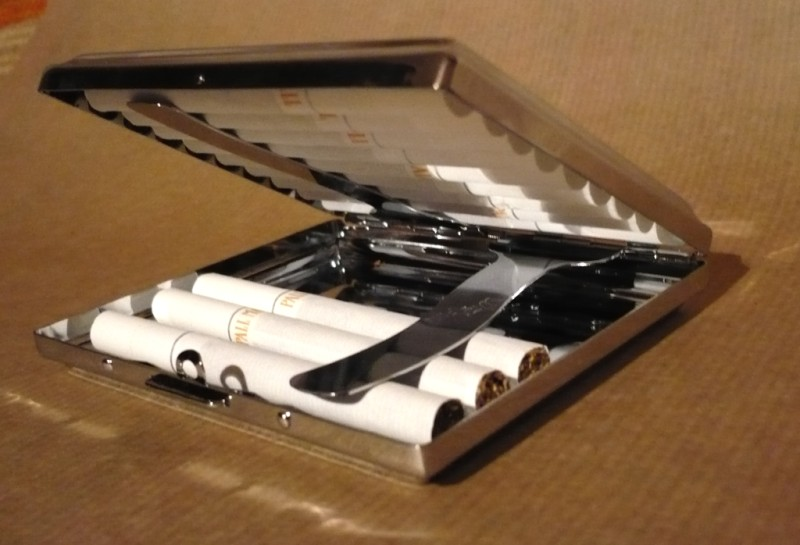
Portasigarette in alluminio

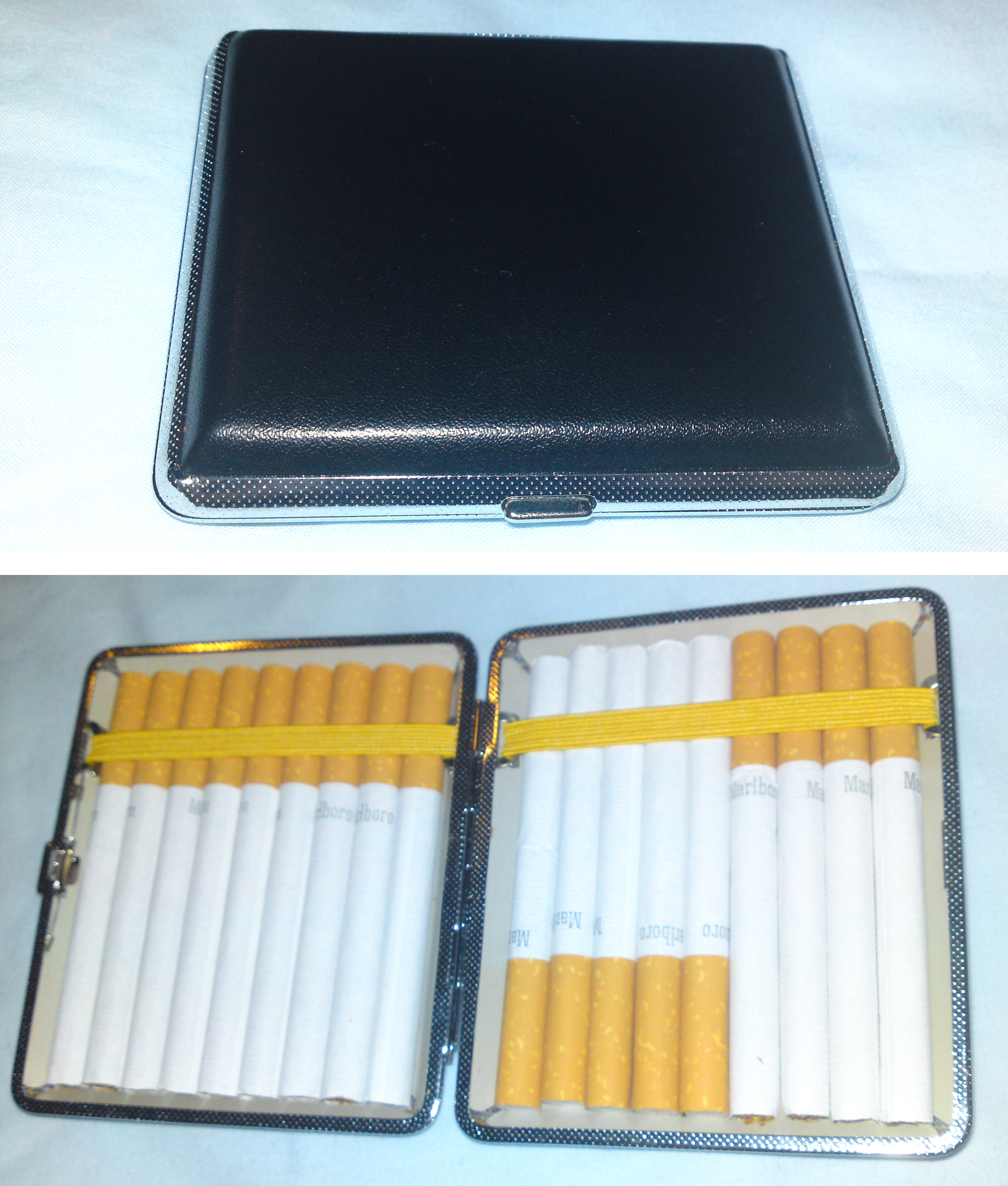
Un portasigarette ricoperto di pelle nera con decorazioni in argento, mostrato chiuso ed aperto con le sigarette in vista.

Un portasigarette è un contenitore utilizzato per trasportare un certo numero di sigarette e prevenirne lo schiacciamento. Un tipico esempio di portasigarette è una scatola di metallo piatta che si apre simmetricamente in due parti. Ciascuna delle due parti ha una fila di sigarette pronte all'uso, tenute insieme solitamente da un tenente metallico o da un elastico.
Il termine non è da confondere con la scatola di sigarette che indica invece un oggetto simile all'humidor per sigari, che ha dimensioni più grandi e che spesso viene messo sulle scrivanie o sui tavoli da caffè. Esso è realizzato in legno, metallo, vetro o ceramica e consente di contenere un gran numero di sigarette che può usare il proprietario e che nel contempo possono essere offerte in modo elegante agli ospiti.

## Tipologie ed utilizzi
In epoca moderna alcuni portasigarette sono realizzati anche in plastica. I modelli più complessi possono contenere all'interno anche un accendino ed un posacenere.
Tra gli anni '20 e '30 del Novecento, negli Stati Uniti iniziarono a diffondersi dei contenitori portasigarette da 50 pezzi che vennero subito soprannominati "flat fifties".

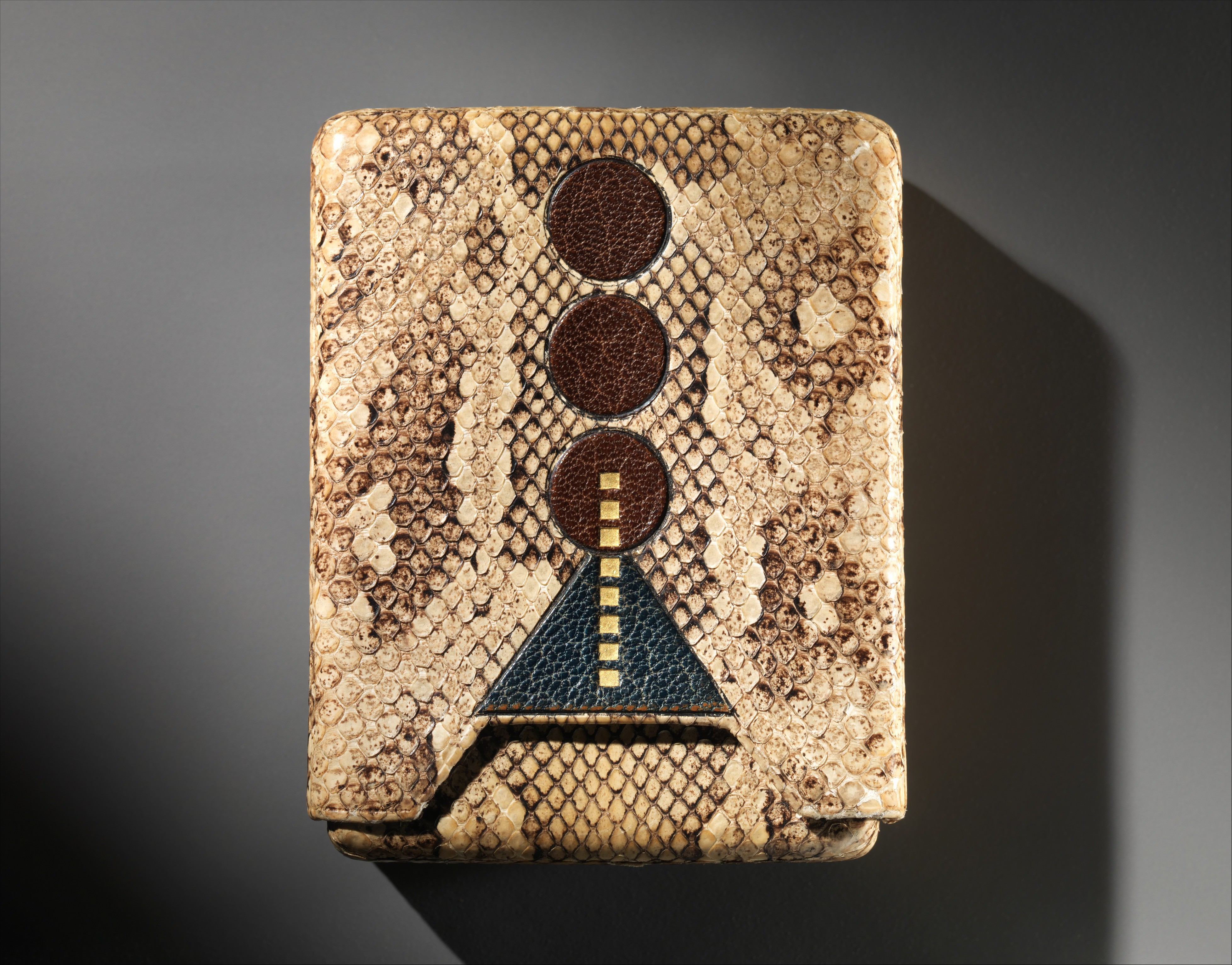
Portasigarette in pelle di serpente disegnato da Pierre Legrain, 1925 circa

I portasigarette sono divenuti poi anche veri e propri oggetti di moda e design della cultura del fumo. Sono stati prodotti in metalli preziosi, adornati con incisioni, monogrammi, e pietre preziose. Peter Carl Fabergé, noto per le sue famose uova di Fabergé, produsse anche dei portasigarette in oro e pietre preziose per la famiglia degli zar, alcuni dei quali (come quello di proprietà di Danielle Steel) sono stati battuti all'asta per 25.000 dollari.
All'apertura di ogni sua nuova produzione a Broadway, la moglie di Cole Porter, Linda, gli regalava un portasigarette di Cartier. Realizzati in oro, argento o pelle, potevano portare incastonate delle gemme e dovevano comunque rimandare in qualche modo al tema dello spettacolo. I portasigarette sono divenuti anche oggetti da collezione.
I più comuni portasigarette d'argento, sono in realtà sol rivestiti d'argento.
I portasigarette divennero anche popolari nell'uso anche da parte dei soldati della prima e della seconda guerra mondiale dal momento che molti (come ad esempio James Doohan) asserirono di essere stati salvati da colpi di proiettile proprio dai portasigarette che portavano nei taschini delle uniformi.

## Nella cultura di massa
- In alcuni film di James Bond, lo stesso Bond utilizza dei gadgets che sono contenuti nei suoi portasigarette.
- Nel film Disney del 1987 Double Agent, il personaggio principale, una spia, porta con sé un portasigarette ripieno di liquirizia.
- Nel film Il cigno nero, Lily usa un portasigarette.
- Nel film Constantine, John Constantine usa un portasigarette.
- Francisco Scaramanga, l'antagonista del film del 1974 dal titolo Agente 007 - L'uomo dalla pistola d'oro, assembla la sua pistola d'oro tramite un accendino, una penna e un portasigarette.
- La spia di Team Fortress 2 è equipaggiata con un kit nascosto all'interno del proprio portasigarette.
- In Boardwalk Empire il personaggio principale Nucky Thompson è spesso visto con un portasigarette.
- In Chinatown, il protagonista, J.J. Gittes, utilizza un portasigarette.
- Nel film Titanic, il valletto, Mr. Lovejoy, usa un portasigarette.
- Nella serie TV Community il personaggio di Troy Barnes depone le proprie sigarette in un portasigarette.
- Nel film hindi Don, Jasjit, uno dei protagonisti, è implicato nel furto di un prezioso portasigarette.
- Nella serie televisiva House of Cards - Gli intrighi del potere, Underwoods usa un portasigarette.